# Senegalia ataxacantha
Espèce
Synonymes
- Acacia ataxacantha DC.[2]

Senegalia ataxacantha est une espèce de plantes à fleurs de la famille des Fabacées. C'est un arbuste originaire de l'Afrique subsaharienne.

## Description
Cet acacia prend la forme d'un buisson aux rameaux nombreux, isolé ou grimpant le long d'un autre arbre. Il peut parfois prendre lui-même la forme d’un arbrisseau et son tronc peut atteindre 20 à 30 cm de diamètre pour 3 à 5 m de hauteur. 
La feuille, composée bipennée, porte de nombreuses folioles (de 8 à 15 paires en général, parfois 5 paires seulement) qui eux-mêmes portent de nombreux foliolules (de 20 à 40 paires).
Les épines sont nombreuses, portées par les tiges et le rachis des feuilles. Elles mesurent jusqu'à 8 mm de longueur.
Les fleurs de couleur crème, parfumées, forment des épis denses de 4 à 6 cm de long, ressemblant à des chenilles ou des écouvillons. Les fruits sont des gousses aplaties, rose pourpré, rouge pourpré ou brun-rouge, mesurant de 6 à 10 cm de longueur pour 1 à 1,5 cm de largeur. Elles contiennent généralement de 6 à 8 graines aplaties, de couleur vert-olive ou marron.

## Répartition et habitat
Cette espèce est répandue dans une grande partie de l'Afrique subsaharienne. Son aire de répartition va, au nord, du Sénégal au Soudan et au sud de la Namibie à l'Afrique du Sud. On le trouve souvent dans les forêts galeries, lisières de forêt ou sur sol cuirassé couverte d’une couche sablo-limoneuse humide, souvent associé au Kinkeliba (Combretum micranthum).

## Rôle écologique
Cette espèce a tendance à former des fourrés inextricables. Elle a tendance à coloniser les zones perturbées ou dégradées, par exemple après un défrichement,. Les feuilles sont consommées par les larves de plusieurs espèces de papillons et cet acacia est souvent visité par diverses espèces d'oiseaux insectivores tels que des crombecs, apalis et irrisors, qui viennent inspecter les fleurs, feuilles et troncs.

## Taxinomie et appellations
Le nom d'espèce « ataxacantha » vient du grec ancien « a » privatif et « taxis » signifiant « ordre » ou « arrangement », puis « akantha » signifiant « épine » pour signifier « épines en désordre », qui est une allusion à la présence de nombreuses épines sur les tiges troncs et pousses.

## Utilisations
Cet acacia est utilisé comme plante médicinale traditionnelle pour ses propriétés désinfectantes et analgésiques. Feuilles et fruits peuvent être utilisés comme fourrage, mais le bétail ne les apprécient guère. Les fleurs sont mellifères. Le bois peut être utilisé pour fabriquer divers objets (cannes, arcs…). L'aubier est clair, de couleur crème, et le duramen est brun-rouge. L'aubier peut être débité en fines lamelles qui pourront être tressées pour fabriquer des paniers (vannerie). Les branches sont utilisées pour fabriquer des clôtures, les épines pour fabriquer des hameçons de pêche, l'écorce pour tresser des cordages et les racines pour la vannerie ou la fabrication de tuyaux de pipe,. Cette espèce peut être plantée comme haie décorative (fleurs, gousses) et défensive (épines, impénétrabilité).